# Nocturne (Computerspiel)
Nocturne ist ein 1999 erschienenes Computerspiel des US-amerikanischen Entwicklers Terminal Reality.

## Handlung
Die Handlung spielt in den 1920er und 1930er Jahren und erzählt die Abenteuer eines von allen nur Stranger genannten Mannes, der Mitglied einer geheimen Organisation der US-amerikanischen Regierung mit dem Namen Spookhouse ist. Die Aufgabe von Spookhouse besteht in der Untersuchung und Bekämpfung von übernatürlichen Phänomenen und Monstern, wobei die Agenten im Verborgenen agieren. Spookhouse wurde 1903 von dem amerikanischen Präsidenten Theodore Roosevelt gegründet, der 1898 im Spanisch-Amerikanischen Krieg auf Kuba selbst von einem Werwolf angegriffen wurde und daher um die Existenz übernatürlicher Phänomene wusste.
Die Handlung des Spiels ist in vier Akte unterteilt, die jeweils eine eigene Handlung besitzen, jedoch durch eine lose Rahmenhandlung miteinander verbunden sind.
Der erste Akt Die dunkle Herrschaft des Vampirkönigs führt den Stranger im Jahr 1927 nach Deutschland, wo er gemeinsam mit der Spookhouse-Agentin und Halbvampirin Svetlana Lupescu in einem Schloss gegen Werwölfe und Vampire kämpft.
Der zweite Akt Das Grab des unterirdischen Gottes spielt im Texas des Jahres 1931, wo Stranger den Ausbruch einer Zombie-Epidemie in einer Kleinstadt bekämpft.
Der dritte Akt Chicago Massaker spielt im Jahr 1933 in Chicago, wo Al Capone eine Armee aus von den Toten erweckten Gangstern aufgestellt hat.
Der vierte Akt Das Haus am Rande der Hölle spielt im Jahr 1935 in Frankreich, wo Stranger ein altes Herrenhaus untersucht, in dem verschiedene übernatürliche Wesen und Fallen auf ihn warten.
Nach erfolgreichem Abschluss der vier vorhergehenden Missionen folgt als fünfter Akt ein circa fünfminütiger interaktiver Epilog.

## Spielprinzip
Der Spieler steuert den Protagonisten Stranger aus der Third-Person-Perspektive. Dieser kann in einer 3D-Umgebung frei bewegt werden. Die Handlung wird durch das Lösen einfacher Rätsel und Bekämpfen von Monstern, wofür verschiedene Waffen bereitstehen, vorangetrieben.

## Hintergrund
Das Spiel verwendet die Nocturne-Engine, die auch von den drei auf dem Film Blair Witch Project basierenden Spielen The Blair Witch Project: Rustin Parr, The Legend of Coffin Rock und The Elly Kedward Tale verwendet wird.
Die Synchronisation des Stranger übernahm Manfred Lehmann, die deutsche Synchronstimme von Bruce Willis.

## Nachwirkung
Nocturne hatte einen großen Einfluss auf das Spiel BloodRayne, dessen Arbeitstitel zunächst Nocturne 2 lautete und das eine Vielzahl von Anspielungen auf das Vorbild enthält, so spielt ein Teil der Handlung in demselben Schloss in Deutschland wie der erste Akt von Nocturne. Ursprünglich sollte Svetlana Lupescu aus Nocturne als Hauptfigur in BloodRayne auftreten.